# Annemiek van Vleuten
Annemiek van Vleuten, född 8 oktober 1982 i Vleuten, är en nederländsk cyklist som kör för teamet Orica–AIS. Hon tävlade i Sommar-OS 2012 i London och 2016 i Rio de Janeiro.
Vid olympiska sommarspelen 2020 i Tokyo tog van Vleuten silver i linjeloppet.

## Externa länkar

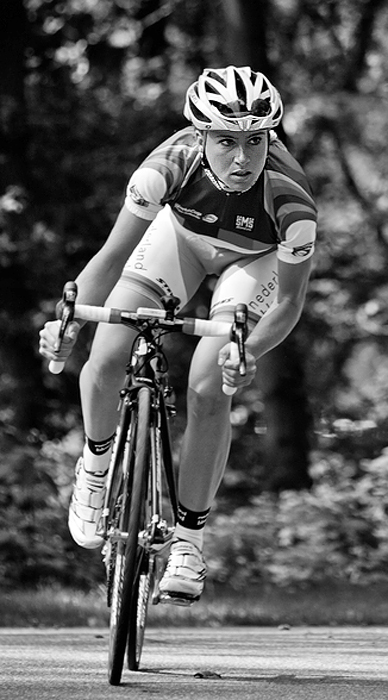
Annemiek van Vleuten 2011.